# Amberger Kaolinwerke Eduard Kick
Die Amberger Kaolinwerke Eduard Kick GmbH & Co. KG sind der größte Hersteller des Industrieminerals Kaolin in Deutschland. Der Sitz des Unternehmens ist in Hirschau.

## Geschichte
Die Amberger Kaolinwerke Eduard Kick GmbH & Co. KG nahmen ihren Ursprung in zwei Unternehmen. 

### Eduard Kick
Die Firma Eduard Kick aus Schnaittenbach wurde bereits 1833 durch den mittellosen Buchhalter Daniel Christoph Eduard Kick im Stadel des Löwenwirts Lorenz Popp gegründet.
1835 reichte er bei „Allerhöchster Stelle“ ein Gesuch ein, es möge ihm zur Errichtung einer Porzellan- und Steingutschlämme in Schnaittenbach ein Privileg auf 15 Jahre, mindestens auf 10 Jahre, unter dem ausdrücklichen Besatz, dass dergleichen in einem Umfang von 4 bis 6 Stunden nicht errichtet werden dürfe, „allerhuldvollst verliehen werden“. Kick fügte seinem Gesuch eine Beschreibung seines Verfahrens zur Kaolingewinnung bei. Im Februar 1836 erhielt er vom Ministerium die Genehmigung zur Errichtung einer Porzellan- und Steingutschlämme für 15 Jahre, doch hatte er dafür 130 Gulden und 30 Kreuzer Privilegientaxe zu entrichten. Diese Taxgebühr erschien ihm zu hoch, und er gab um Gebührenminderung ein. Diese wurde ihm zwar zugestanden, aber nur zu Lasten einer Verkürzung der Privilegienzeit auf acht Jahre. Letztendlich erhielt er die Genehmigung für den Zeitraum von 15 Jahren.
1838 erwarb Kick für 220 Gulden den Lohtoracker, baute dort eine größere Kaolinschlämme und 1840 am „Blemlhof“ ein weiteres Werk, die „obere Schlämme“. Die „untere Schlämmfabrik“ auf der Loh wurde 1892 wieder eingerissen und anstelle dessen wieder ein Ökonomiestadel errichtet.
1843 heiratete Kick die Tochter des Löwenwirts Anna Popp. Sie brachte ihm 10.000 Gulden Heiratsgut mit, mit der er die Hälfte des Steingutwerks Amberg erwarb. Wenig später konnte er auch die andere Hälfte des Steingutwerks erwerben. Kick siedelte nach Amberg um. 1856 heiratete die jüngere Löwenwirtstochter Katharina Popp den 21-jährigen Wenzeslaus Cölestin Rasel aus Roßhaupt. Kick und Rasel wurden Schwager und Rasel übernahm nun die Wahrung der Interessen Kicks in Schnaittenbach. Zu dieser Zeit waren bereits vier Kaolinschlämmen in Betrieb.
Nach dem Tod von Eduard Kick baute Wenzel Rasel das Unternehmen weiter aus. Im folgte sein Sohn Johann Eduard Rasel und diesem 1919 dessen Sohn Alfons Rasel, der die Geschicke des Werkes über vier Jahrzehnte leiten sollte. In seine Zeit fiel auch der Großbrand 1940. Nach dem Brand baute Rasel in Kürze ein neues Werk auf.

### Amberger Kaolinwerke

Werbung für Lokomotivstreusand

Die in Hirschau ansässigen Amberger Kaolinwerke (AKW) wurden am 29. März 1901 durch Kommerzienrat Georg Schiffer und vier weiteren finanzstarken Teilhabern gegründet. Am 7. Mai 1901 ließ Schiffer die neue Gesellschaft mit einem Grundkapital von 100 000 Mark in das Handelsregister eintragen. Zum Namen Amberger Kaolinwerke kam es, weil Schiffer zu dieser Zeit in Amberg wohnte und er dort sein Büro errichten wollte. Zudem konnten sich die Kunden leichter orientieren, da Amberg als alte Eisenstadt bekannt war.
Nach der politischen Wende in der DDR ging das Kaolinwerk Caminau im Jahr 1990 in das Eigentum der Amberger Kaolinwerke über.
1991 übernahmen die Amberger Kaolinwerke die Kemmlitzer Kaolinwerke mit Sitz in Kemmlitz (Sachsen). 

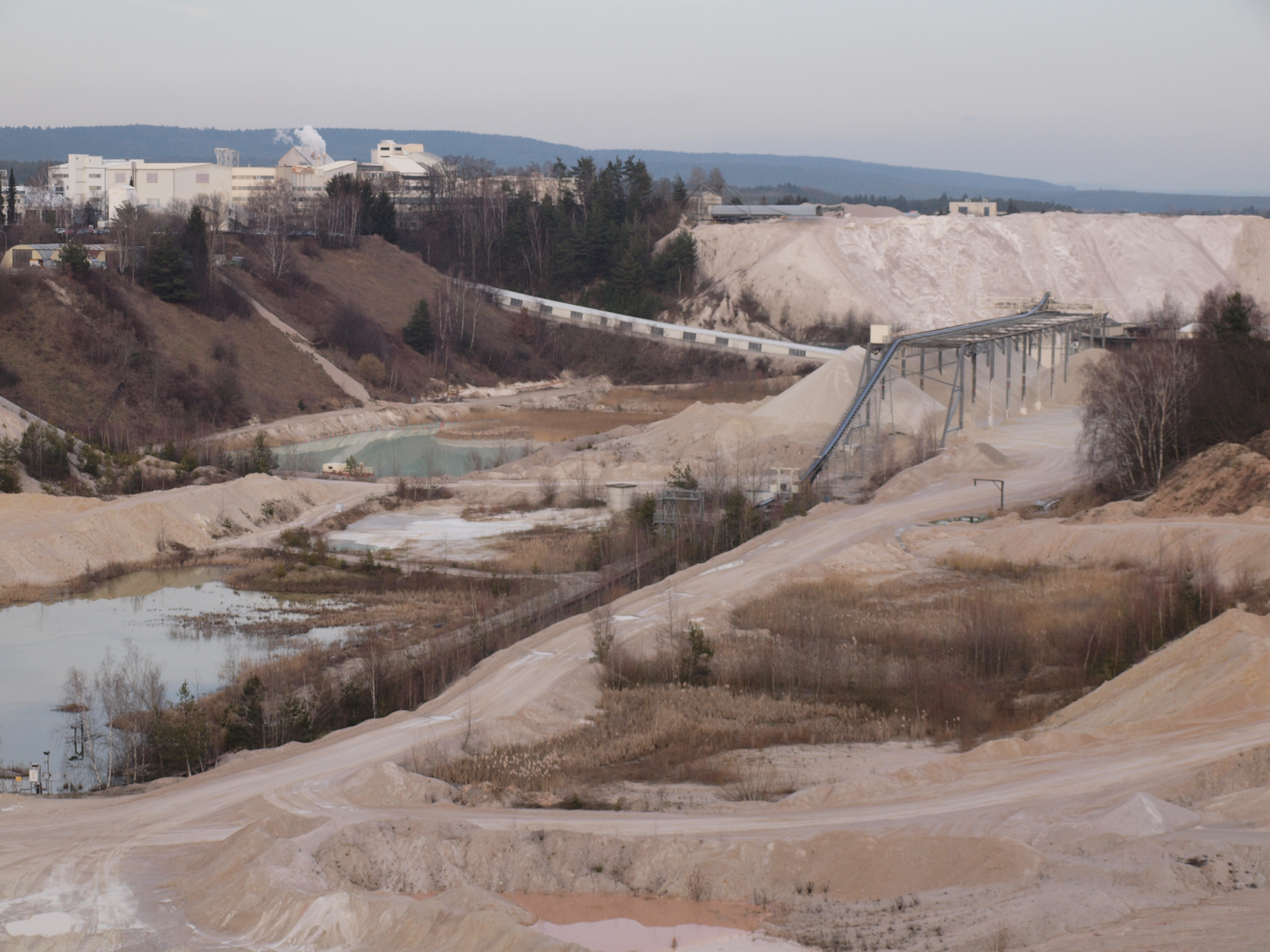
Kaolinabbau in Hirschau durch die Amberger Kaolinwerke Eduard Kick GmbH & Co. KG

### Fusion und Zeit danach
1993 wuchsen die Amberger Kaolinwerke und Eduard Kick zu den Amberger Kaolinwerke Eduard Kick GmbH & Co. KG zusammen.
1995 wurden die Amberger Kaolinwerke mit Standorten in Hirschau, Schnaittenbach, Caminau und Kemmlitz von der Quarzwerke Gruppe mit Sitz in Frechen aufgekauft.
Am 30. April 2014 wurde der Grundstein für ein neues Sandwerk in Schnaittenbach gelegt.

## Die Quarzsandhalde Monte Kaolino
Neben dem Tagebau wurde im Laufe der Jahre eine riesige Halde, bestehend aus rund 35 Millionen Tonnen Quarzsand, aufgetürmt. Ihr Südhang dient mit der Bezeichnung Monte Kaolino als Freizeitpark.